# Bazan
Bazan (Bulgaars: Бъзън) is een dorp in Bulgarije. Het dorp is gelegen in de gemeente Roese in de oblast  Roese. Het dorp ligt 17 km ten zuidoosten van Roese en 253 km ten noordoosten van de hoofdstad Sofia. 

## Bevolking
Op 31 december 2020 telde het dorp Bazan 1.184 inwoners. Het aantal inwoners vertoont vele jaren een dalende trend: in 1965 had het dorp nog 1.652 inwoners.
| Bevolkingsontwikkeling tussen 1934 en 2020          |
| --------------------------------------------------- |
|                                                     |
| Bron: Nationaal Statistisch Instituut van Bulgarije |

In het dorp wonen grotendeels etnische Turken, maar er is ook een grote minderheid van etnische Bulgaren. In de optionele volkstelling van 2011 identificeerden 706 van de 1.140 ondervraagden zichzelf als etnische Turken, oftewel 61,9% van alle ondervraagden. De overige ondervraagden noemden zichzelf vooral etnische Bulgaren (410 personen - 36%). Daarnaast werden er 16 Roma  slot werden er 16 Roma geregistreerd en 8 personen zonder nader omschreven etnische achtergrond.   
| Etnische samenstelling van de respondenten (2011) | Etnische samenstelling van de respondenten (2011) | Etnische samenstelling van de respondenten (2011) | Etnische samenstelling van de respondenten (2011) | Etnische samenstelling van de respondenten (2011) |
| ------------------------------------------------- | ------------------------------------------------- | ------------------------------------------------- | ------------------------------------------------- | ------------------------------------------------- |
|                                                   |                                                   |                                                   |                                                   |                                                   |
| Bulgaren                                          | Bulgaren                                          |                                                   | 36,0%                                             | 36,0%                                             |
| Turken                                            | Turken                                            |                                                   | 61,9%                                             | 61,9%                                             |
| Roma                                              | Roma                                              |                                                   | 1,4%                                              | 1,4%                                              |
| Anders/Onbekend                                   | Anders/Onbekend                                   |                                                   | 0,7%                                              | 0,7%                                              |

Basarabovo · Bazan · Chotantsa · Dolno Ablanovo · Jastrebovo · Marten · Nikolovo · Novo Selo · Prosena · Roese · Sandrovo · Semerdzjievo · Tetovo · Tsjervena Voda